# Янина
Вижте пояснителната страница за други значения на Янина.
Я̀нина или Йоа̀нина (Яна в периода XVI – XVIII век, а в по-старата литература и Янино, на гръцки: Ιωάννινα, Йоанина, или Γιάννενα, Янена или Γιάννινα, Янина, на турски: Yanya, Яня) е град в северозападната територия на Гърция, център на административната област Епир и на дем Янина.
Янина е главен град на Епир. Такъв е бил и по османско време в периода 1430 – 1913 г., докато (древно)гръцката столица на областта е била Арта.

## История
Според една хипотеза селището е основано през VI век от византийския император Юстиниан I. Според Прокопий Кесарийски в „За строежите“ някъде около мястото му се намирала античната Еврия, но за това няма никакви археологически доказателства. Вероятно Еврия не се е намирала на мястото на Янина, а на друго близко място. Съвременната гръцка историография, въпреки опитите в тази насока, дотогава не е открила нито едно археологическо доказателство, че на мястото на Янинската крепост е съществувало по-старо укрепление от времето на Първата българска държава. Първото споменаване на селището е в грамотите на Василий II Българоубиец.
През Ранното средновековие Янина е център на викарна епархия на Навпактската митрополия, но още със създаването на Охридска архиепископия става българска митрополия. Целият Епир с изключение на околностите на постфактум създадената Арта в Амбракия са заети при т.нар. славянско заселване на Балканите от новопридошлия от север народ. За старите гърци остават основно йонийските острови по крайбрежието, обособени в тема Кефаления. Селището попада в областта наричана Вагенетия.
По-късно градът е един от регионалните центрове на Епирското деспотство.

### Просперитет
През 1318 г. Янина е завладяна от възстановената от Палеолозите Византийската империя, а през февруари 1319 г. император Андроник II Палеолог издава хрисовул, с който се регламентират привилегиите на града – местното самоуправление, освобождаването от някои налози и други. От текста на хрисовула става ясно, че по това време освен християни Янина е населявана и от „много евреи“. Дадените привилегии слагат началото на постепенното обособяване и издигане на Янина за регионален и общоепирски център, за сметка на новогръцката Арта, около която се формира самостоятелно Артско деспотство.
От 1358 до 1416 години Янина е вече столица на Епирското деспотство, след като територията на последното е завладяна и присъединена към царството на Стефан Душан през 1348 г. След смъртта му е интегрална част от т.нар. Епирско царство на царския полубрат – Симеон Синиша. В Янина и цял Епир се разпорежда като царски наместник Тома Прелюбович. На 9 октомври 1430 г., като използва противоречията в деспотството, настъпили след възкачването на престола на Карло II Токо, и след като гарантира привилегиите на местното население, османският пълководец Синан завзема града.
Привилегированият статут на местните християни и въобще старият християнски облик на града и околността се запазват до 1611 г., когато избухва голям бунт на селяни християни, водени от монаха Дионисий Философ. Въстаниците превземат Янина, вършейки редица опустошения и зулуми, но скоро след това османските власти си възвръщат контрола над региона. През 1613 г. половината християнски жители на Янина са изселени от укрепения град в преградията, а през 1618 г. и друга немалка част. В града остават да живеят само мюсюлмани и евреи, църквите са конфискувани и обърнати в джамии. През 1618 г. на мястото на най-старата църква е издигната голямата Аслан паша джамия (превърната в Етнографски музей на Янина).
През 1788 г. Янина е завладяна от регионалния лидер Али паша Янински и през следващите 33 години е център на неговите автономни владения, по-известни като Янински пашалък. Янина и Видин на Осман Пазвантоглу по това време се превръщат в главни кърджалийски – и опозиционни на Високата порта и Селим III – османски балкански центрове.
На 5 март* 1913 г., по време на Балканската война, гръцките войски завършват успешно обсадата на Янина, с което е ликвидиран последният център на османската съпротива в Македония и Епир.
След т.нар. малоазийска катастрофа и с цел промяна на етническия облик на града, в него са заселени от Анадола много преселници. Те живеят обособени в отделни квартали (Анатоли и др.).

## География
Янина се намира на около 500 m надморска височина, на западния бряг на янинското езеро, в центъра на котловина.
Месторазположението ѝ е много красиво и впечатлително. В езерото източно от града е малкият янински остров, а над него се издига планината Мицикели или Мечата бърлога.

## Известни личности
Родени в Янина
- Гавриил Охридски (16 век), духовник
- Николай Нови Софийски (?-1555), светец
- Димитрие Теодосие (?-март 1782; Венеция), пръв южнославянски печатар на граждански шрифт на славяносръбски език
- Атанас Цакалов (1790-1851), професионален революционер и учредител на Филики етерия, представител на Епир в първите гръцки национални събрания
- Катерина Бочар (р. 1818/1820), първа придворна дама на Кралство Гърция
- Каролос Папуляс (р. 1929), политик
- Паисий Пловдивски (около 1810 – 1872), духовник
- Теофилос Папафилис (? – 1795), гръцки духовник

Починали в Янина
- Дионисий Философ (1560 – 1611), бунтовник
- Али паша Янински (1741 – 1822), политик
- Тома Комнин (? – 1384), деспот

Други
- Теолипт I Константинополски, янински митрополит и вселенски патриарх
- Йеремия I, родом от Зица в землището на Яна и вселенски патриарх
- Матей II, янински митрополит и вселенски патриарх, родом българин
- Партений II Константинополски, янински митрополит и вселенски патриарх
- Гавриил IV Константинополски, янински митрополит и вселенски патриарх, грък от Смирна
- Димитър Миладинов (1810 – 1862), български фолклорист, учи в града през 1833 – 1836
- Константин Миладинов (1830 – 1862), български поет и фолклорист, учи в града през 1844 – 1847
- Панарет Пловдивски (1805 – 1883), български духовник, живее в града през 1844 – 1851
- Франсоа Пуквил (1770 – 1838), френски дипломат и учен, консул в града през 1806 – 1814
- Йохан Георг фон Хан (1811 – 1869), австрийски дипломат и учен, консул в града през 1847 – 1851

## Побратимени градове
- Авиньон, Франция – 1984 г.
- Агия Напа, Кипър